# Athripsodes quentini
Athripsodes quentini är en nattsländeart som beskrevs av Francois-Marie Gibon 1991. Athripsodes quentini ingår i släktet Athripsodes och familjen långhornssländor. Inga underarter finns listade i Catalogue of Life.